# Topfreedom

En symbol för Topfreedom.

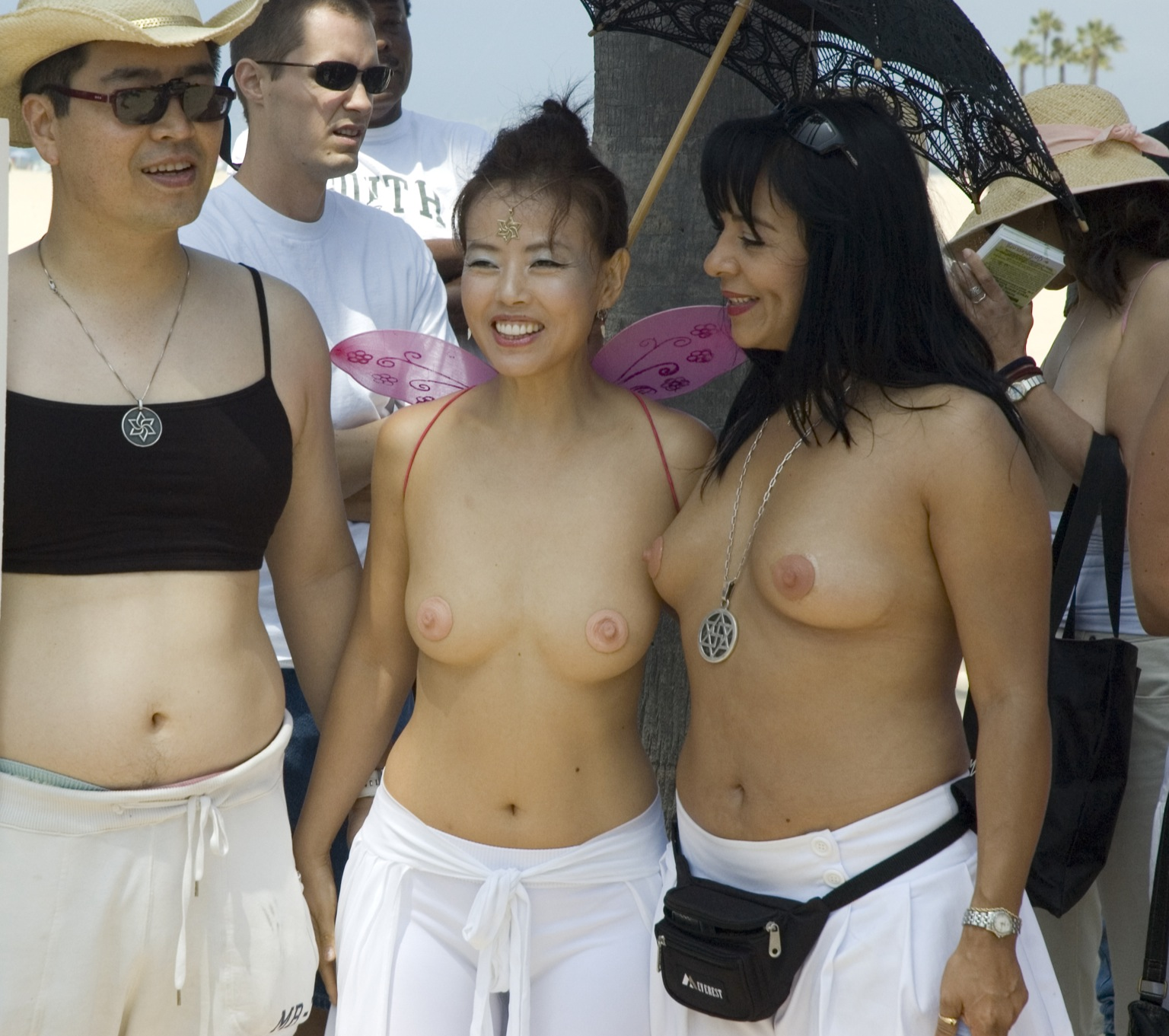
Organisationen Gotopless.org propagerar för topfreedom 2009. Av juridiska skäl bär kvinnorna pasties som liknar bröstvårtor.

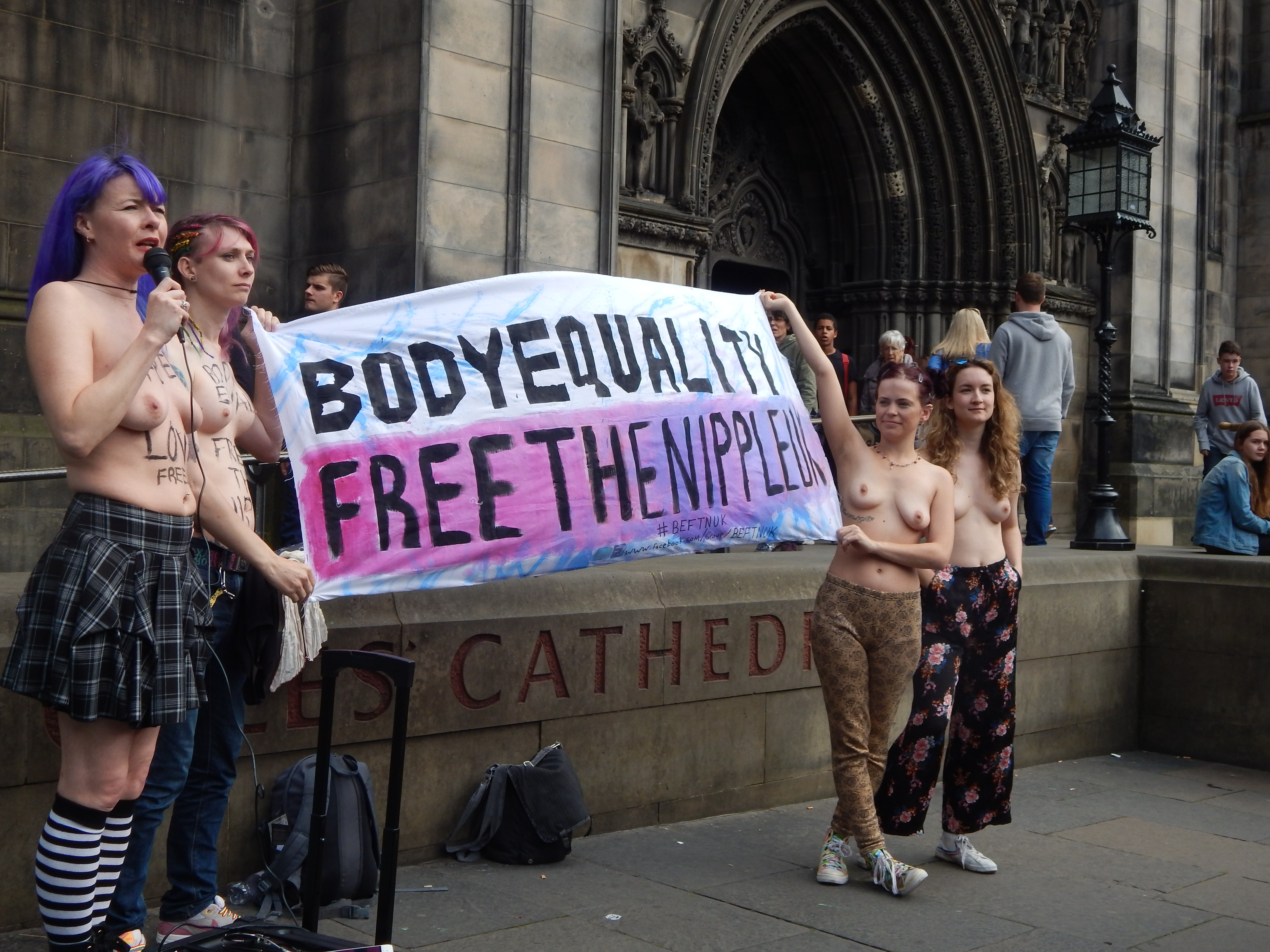
Aktivister för kampanjen Free the nipple vid Edinburgh Fringe Festival 2017.

Topfreedom är en bred feministisk och kroppspositivistisk rörelse som vill skapa jämställdhet genom att betona rätten för kvinnor att vara topless offentligt på samma grunder och på samma platser som män tillåts ha bar överkropp. Dessutom betonas rätten för mödrar att amma offentligt. 
Topfreedom vill ändra den attityd i samhället som utgår ifrån att kvinnors bröst är ett sexobjekt. 
Bakom uppfattningen ligger exempelvis drivkrafter som att mödrar inte skall tvingas hitta "gömda platser" för att amma sina barn, att tillåta kvinnor att solbada eller över huvud taget vara klädda eller oklädda på samma villkor som män.

## Organisationer
Topfree Equal Rights Association (TERA) verkar i Nordamerika för jämställdhet i lagstiftning:
” It should interest women (and men) who understand – or want to understand – that women's breasts are just fine, and in no way indecent, obscene, dangerous, or some other version of bad, any more than men's are.
In most jurisdictions in North America, explicit sexual activity in public view is illegal. That is not involved here! If men may decide to have exposed breasts without it, so may women.
If women act on this understanding by innocuously having uncovered breasts in public, they are usually criticized, ridiculed, and hassled, and may be fined or jailed. Their experiences tell quite the story, which is gradually unfolding on this site and similar ones.
Our basic claim is that women deserve equal rights. We do not suggest that women or men should go about with bare breasts. That is every individual's decision. We do believe that since men may choose to do so in many situations, women must also be able to at least in the same situations. Without penalty of any kind.”
GoTopless är en internationell organisation, med viss knytning till den Raëlianska rörelsen, som organiserar demonstrationer för kvinnors och mäns lika rätt att vara barbröstade. 
Bara Bröst är ett nätverk som under hösten 2007 lyfte frågan om kvinnors möjlighet att få bada barbröstade. Bakgrunden var att två kvinnor avvisats från ett badhus i Uppsala där de hade ansetts bryta mot reglerna genom att bada topless. De bildade därför nätverket Bara Bröst och framhöll: "Att ändra reglerna så att män och kvinnor har samma rättigheter att gå barbröstade på badhus ser vi som ett självklart steg mot ett mer jämställt samhälle".
Topless Front är en motsvarande organisation i Danmark.
Free the Nipple är en rörelse i USA för jämställdhet. Den startades av filmskaparen Lina Esco genom filmen Free the Nipple, 2014, som uppmärksammade de dubbla budskap som finns rörande kvinnobröst. Kampanjen strider inte bara för rätten att vara topless utan den vänder sig framför allt mot samhällens tendenser till sexualisering av kvinnors överkropp. Ytterst vill kampanjen avkriminalisera topless i USA och stärka kvinnors engagemang för starkare motstånd mot regler som är olika för män och kvinnor. Kampanjen har fått stöd av kända personer som Rihanna, Cara Delevingne, Miley Cyrus, Lena Dunham, Liv Tyler, Russell Simmons, Moira Johnston, Naomi Campbell och Dree Hemingway.

## Lagstiftning
Flera länder i Europa har avkriminaliserat att vara topless i sig. Topless på stränder och badplatser har blivit acceptabelt i många delar av Europa, även om det fortfarande kan vara kontroversiellt på många ställen. Många simhallar i Europa ägs av kommuner, och behandlas som privata organisationer som tillåts sätta egna klädkoder.
I andra delar av världen varierar praxis och regler. I många samhällen anses det framför allt viktigt att kvinnor döljer bröstvårtor och vårtgård (exempelvis med "pasties"). Brott mot detta kan i vissa länder vara straffbart. 